# Juan de Palafox y Mendoza
Don Juan de Palafox y Mendoza, född den 26 juni 1600, död den 1 oktober 1659, var en spansk romersk-katolsk biskop. Han var vicekung av Nya Spanien en kort period, från den 10 juni till den 23 november 1642.